# Polo chimico di Ferrara

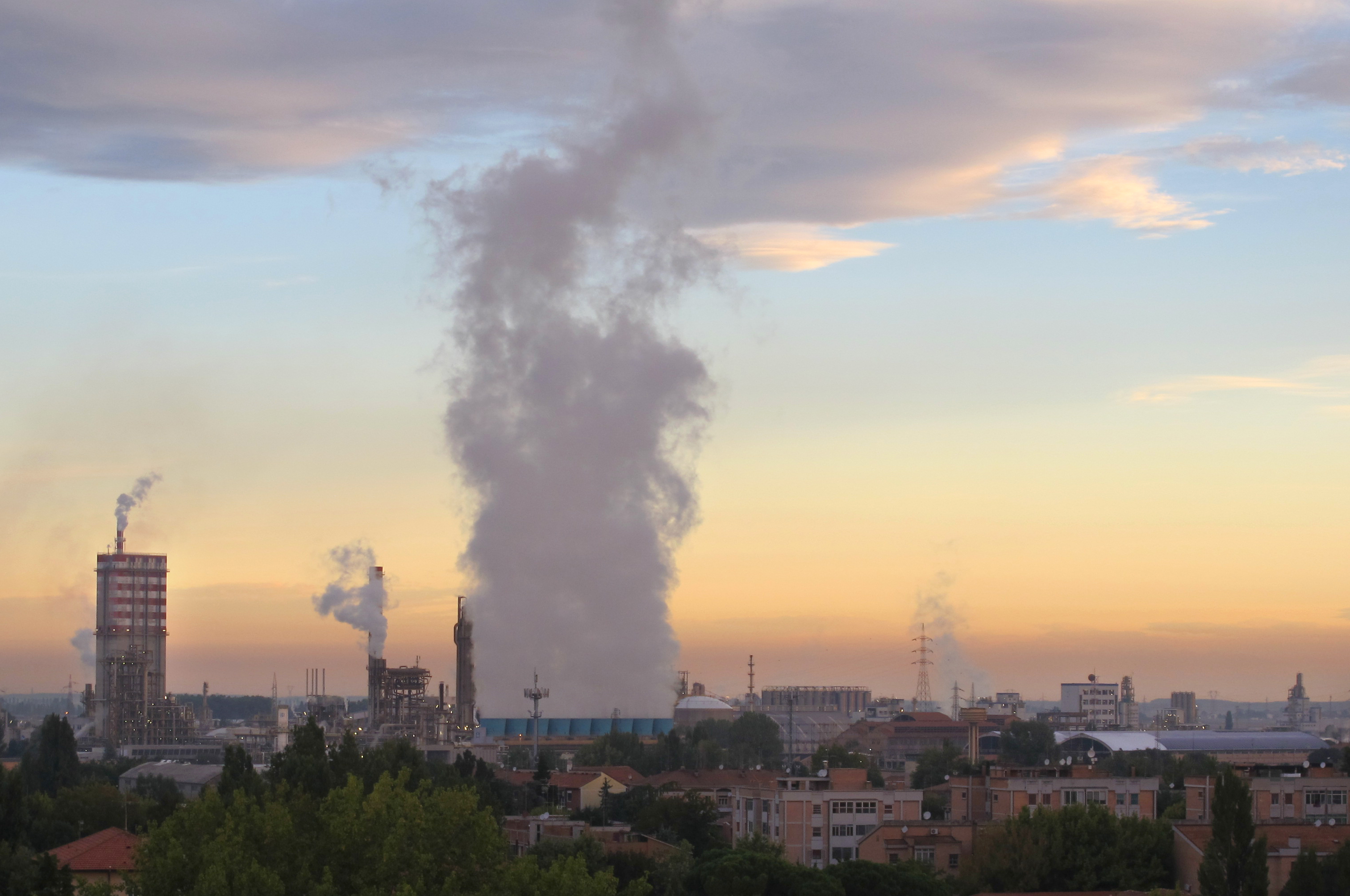
Veduta del polo chimico di Ferrara

Il Polo chimico di Ferrara sorge nella periferia nord-ovest della città di Ferrara.

## Aziende principali
Al suo interno sono presenti aziende chimiche come:
- LyondellBasell (produzione di polipropilene e catalizzatori di Ziegler-Natta)
- Versalis (produzione di elastomeri, polietilene e catalizzatori per Polietilene)
- Celanese Production Italy (tecnopolimeri, poliammide e compounding)
- Yara (produzione di fertilizzanti a base azotata)
- Polar (lavorazione e commercio di materie plastiche)
- ITI Polymers (commercio di materie plastiche)
- General Cavi (Gomma-Plastica)

e aziende di servizi, ad esempio:
- Sapio (fornitura azoto gas e liquido, Idrogeno compresso e aria strumenti)
- SEF -Società EniPower Ferrara- (produzione di energia elettrica e vapore) partecipata al 51% da EniPower e al 49% da EGL
- Centro Energia Ferrara (energia elettrica e vapore)
- Syndial (bonifiche e analisi ambientali)
- BT Italia (gestione reti e telecomunicazioni)
- Sodexo (gestione mensa)
- ifm -Integrated Facility Management- (società consortile per la gestione della Vigilanza, Utilities, Servizio Sanitario e Vigili del Fuoco di stabilimento)

### Dismesse o cessate
- ABB Estense Service (Servizi tecnici e manutenzione), chiusa alla fine del 2006

### Facenti parte dell'area ex Solvay, ad est del canale Boicelli
- GFC Chimica S.r.l. (A.D. Sign. Cervellati)
- Benvic europe S.r.l
- Solvay

## Storia del Polo Chimico
(Federico Fellini)

### L'avvento
Nel 1936, in pieno regime fascista, con un regio decreto veniva decisa la costituzione di un polo chimico che, nell'ottica dell'autarchia, potesse far fronte all'occupazione di numerosa manodopera resa inattiva dalla conclusione delle grandi opere di bonifica, e dall'avvento della meccanizzazione di alcuni lavori agricoli.
Nel 1942 l'insediamento poteva contare al suo interno già cinque industrie del settore chimico.
| Azienda                       | produzione                      | occupati | inizio produzione |
| ----------------------------- | ------------------------------- | -------- | ----------------- |
| Santini D. e A.               | mobili e serramenti             | 85       | aprile 1939       |
| Consorzio Agrario Provinciale | mangimi, sementi, fertilizzanti | 50       | maggio 1939       |
| Metall. Meneguzzi             | imballaggi                      | 50       | gennaio 1940      |
| Linificio-Canap. Nazionale    | filatura, tessitura             | 300      | febbraio 1940     |
| Scatolificio Littorio         | scatole e imballaggi            | 40       | maggio 1940       |
| S.A. F.lli Zanzi              | macchine utensili               | 239      | giugno 1940       |
| S.A.I.M.I.                    | cuscinetti a sfere              | 580      | gennaio 1941      |
| Bonaccorsi & C.               | prodotti chimici                | ?        | gennaio 1941      |
| Sett. Fibre Tessili           | canapa                          | 250      | novembre 1938     |
| S.A. F.lli Zeni               | mobili e serramenti             | 80       | marzo 1941        |
| S.A. Calzat. Veca             | calzature economiche            | 300      | marzo 1941        |
| F. Villani                    | imballaggi in legno             | 80       | giugno 1939       |
| Riseria Ferrarese             | pilatura riso                   | 50       | agosto 1941       |
| Dist. Emiliana S.A.           | alcool                          | 30       | ottobre 1941      |
| Soc. Chimica Aniene           | chimica di base                 | 150      | gennaio 1942      |
| Oleificio Padano              | lavoraz. semi oleosi            | 70       | gennaio 1942      |
| S.A. Amidi Glucosi            | amido glucosio destrina         | 100      | gennaio 1942      |
| S.A. Cellulosa Ital.          | cellulosa, carta                | 250      | inizio 1942       |
| S.L. Leghe Leggere            | lavorazione alluminio           | 700      | giugno 1942       |
| S.A.I. Gomma Sintetica        | gomma artificiale               | 800      | estate 1942       |

### Periodo S.A.I.G.S. (1939 - 1950)
Nel 1939 fu stabilito che una nuova società dovesse essere creata all'interno del polo, la S.A.I.G.S. (Società Anonima Industriale Gomma Sintetica) e ad essa vennero adibiti 50 ettari per la costruzione di impianti.
La gomma sintetica in quel periodo crebbe d'importanza grazie al suo impiego in fatti bellici, e nel 1942 l'industria poté contare sulle ricerche e le scoperte di Giulio Natta.
Questo stabilimento ebbe un'importanza strategica senza eguali dato il suo ruolo di unico produttore di gomma durante la seconda guerra mondiale.
Gli impianti avevano una capacità annua di 8000 tonnellate di gomma e utilizzavano le tecnologie Pirelli e le conoscenze sviluppate nell'impianto pilota di Milano Bicocca.
Due anni dopo l'avvio delle attività, nel 1944, le attività si fermano causa le difficoltà di rifornimento arrecate dai continui bombardamenti.
Alla conclusione del conflitto, i danni riportati non furono importanti e, tranne per alcune macchine sequestrate dai tedeschi e portate a Merano e recuperate in breve tempo, la lavorazione si poté riprendere occupando 400 operai contro i 1300 del 1943.
A quel punto però la situazione commerciale della gomma risultava oramai compromessa data la mancanza di richiesta causata dalla fine della guerra e dalla scarsità della materia prima del processo di produzione, l'alcol, che era appena sufficiente per soddisfare le necessità dell'industria farmaceutica e di quella liquoriera.
Fu allora che comparve sullo scenario chimico la Montecatini.

### Periodo Montecatini (1950 - 1962)
La Montecatini iniziò ad inglobare e trasformare gli impianti che furono della S.A.I.G.S., e a costruirne dei nuovi, è in questo periodo che il polo, per la prima volta, inizia a produrre derivati del petrolio.
A pochi anni di distanza, viene costruita anche una nuova struttura, adibita alla produzione di fertilizzanti azotati.
Nel 1954, viene realizzata una filiera, sviluppatasi sulla scia del boom petrolifero di quel periodo, essa traeva la materia prima, il petrolio, dalle navi cisterna provenienti dalla vicina costa adriatica e, tramite oleodotto, giungeva a Ferrara, per essere sottoposto al cracking e alla lavorazione dei suoi derivati.
Lo stabilimento quindi era in grado di ottenere, partendo dal "cracking termico", tutti i principali prodotti petrolchimici come le olefine (etilene e propilene), prodotti intermedi (ossido di etilene, alcol, stirolo) e anche prodotti finiti (politene, polipropilene, terital, polistirolo e gomma).
Sempre nel 1954, a sottolineare la grande innovazione di Ferrara all'interno del gruppo Montecatini, Giulio Natta scopre il polipropilene isotattico "Moplen"; grazie a lui, nel 1957, a Ferrara viene costruito il primo impianto al mondo per la polimerizzazione del propilene.
Ma in questo periodo, a fare da contraltare alle numerose scoperte e successi nel campo della ricerca, vi furono alcuni errori industriali a sfavorire la crescita, come la ricostruzione dei medesimi impianti dell'anteguerra e lo sviluppo disordinato all'interno del polo stesso. Furono sicuramente queste le cause che dettarono uno stato di difficoltà nel quale la Montecatini versò nei due decenni successivi al secondo conflitto mondiale.
Sul sito di Ferrara, gravarono sicuramente anche i grandi errori finanziari subiti dalla Montecatini stessa per far fronte alle ingenti somme che l'azienda spese per la creazione dell'impianto di Brindisi (iniziato nel 1959), che soffrì anch'esso di un'inadeguata strategia industriale che rese la sua costruzione fonte di debito.
Per venire incontro alla crisi, l'azienda tentò alcune strategie per il recupero di denaro sino ad allora speso, come l'acquisto della Sade e l'instaurazione di una joint venture con la Shell.

### Periodo Monteshell (1962 - 1966)
La tattica di risanamento ebbe i suoi frutti. La Sade godeva, a seguito della nazionalizzazione dell'energia elettrica, di crediti verso l'Enel per circa 150 miliardi di lire, mentre la Shell, oltre a fornire i capitali, apportò le sue conoscenze tecnologiche, di pianificazione e budgeting.
Successivamente alla fusione, lo stabilimento petrolchimico di Ferrara, (similarmente a quello di Brindisi), venne scorporato dalla Montecatini per creare la nuova società. La divisione venne attuata in questa maniera: alla Monteshell il Petrolchimico, alla Montecatini il centro ricerche e il settore "Azoto", preposto alla produzione di fertilizzanti, le due parti vennero divise con una recinzione metallica, quale simbolo tangibile della separazione.
La Monteshell attuò un programma industriale basato sullo sfruttamento intensivo di impianti e personale, questo incise sul numero totale degli occupati, il calo totale fu di circa 1000 unità.
Questo periodo durò solo fino al 1966, anno in cui la Montecatini annunciò la fusione con Edison.

### Periodo Montedison (1966 - 1991)
La Edison aveva avuto alcuni timori riguardo al suo futuro nel campo energetico dopo che, nel 1950, la fornitura di energia elettrica del comune di Milano venne municipalizzata. A fronte di questo evento, subito l'azienda cerco di diversificare le sue attività, soprattutto verso il settore della chimica, ove vista la notevole quantità di energia elettrica utilizzata nei vari processi, vide buone prospettive di sviluppo.
Malgrado i notevoli sforzi, i risultati non ripagarono le speranze riposte, infatti numerose erano le lacune in campo tecnologico, dettate sia dalla scarsa esperienza in settore complesso come quello chimico sia dalla bassa quota di mercato guadagnata rispetto ad un efficiente utilizzo della capacità produttiva creata.
Quando l'energia elettrica intraprese il percorso della nazionalizzazione, nel 1964, gli impianti di produzione dell'energia legati agli impianti di produzione rimasero privati, così la Edison mantenne qualche impianto.
La fusione, quindi, si rese necessaria data la concorrenza internazionale, che richiedeva impianti energetici su larga scala, come testimoniato dai numerosi accordi di questo tipo, in questo campo.
Oltre a questa motivazione, la Montecatini aveva bisogno di capitali per investimenti, dato il suo patrimonio di conoscenze e brevetti, accompagnati da grandi programmi di investimento, mentre la Edison disponeva di notevoli mezzi finanziari.
In quest'ottica, la fusione era sicuramente la via giusta per molti motivi, così l'operazione venne appoggiata sia dal mondo industriale e finanziario, sia da quello politico.
Nel campo della chimica industriale, le due aziende presentavano una gamma di prodotti speculari e complementari, data la non omogeneità delle stesse e avendo diversificato le attività per i vari motivi che si erano presentati prima della fusione.
Numerosi erano i vantaggi che si sperava di ottenere successivamente alla fusione, tra cui:
- Aumento della produzione in ambito comunitario
- Economie di scala derivanti dalla standardizzazione e dalla concentrazione della produzione
- Incremento dell'efficienza degli investimenti a seguito di strategie comuni
- Riduzione dei costi di trasporto
- Ampliamento dei programmi di ricerca e sviluppo
- Miglioramento della distribuzione a seguito di un incremento quantitativo e qualitativo dei prodotti
- Organizzazione semplificata dell'ambito commerciale
- Migliore organizzazione del sistema vendite e magazzino

Venne nominato presidente della nuova società Giorgio Valerio, già presidente della Edison, non senza contrasti con i dirigenti Montecatini, che si sentivano depauperati della loro condizione di fondatori della chimica italiana e provavano forte risentimento verso la Edison, che aveva "invaso" il loro campo.
A Ferrara i frutti di questa nuova gestione non si videro, infatti dal 1962 non venne attuato nessun programma di sviluppo, dato il progressivo invecchiamento degli impianti; anche il Centro Ricerche subì un calo di addetti del 30% a cavallo degli anni 1965-1966.
Nel 1969 le organizzazioni sindacali ferraresi riuscirono ad ottenere la promessa sugli investimenti per interventi per circa 50 miliardi di lire in cinque anni per la riconversione degli impianti obsoleti, investimento che bastò appena a mantenere intatto il livello occupazionale fino ad allora raggiunto.
Con la gestione Merzagora, iniziò la chiusura dello stabilimento degli azotati, oramai troppo piccolo e il cui settore non rientrava più nei piani di mercato della Montedison: questa parte di stabilimento venne incorporata nel Polo per la riconversione delle produzioni.
Riguardo all'occupazione, nel 1952 alla Montecatini di Ferrara erano impiegate 545 persone, negli anni successivi si andò incontro ad una crescita continua del numero dei lavoratori, fino al 1962, anno in cui il livello occupazionale si attestò sulla cifra di 5058 addetti, distribuiti nei tre grandi complessi del Petrolchimico, dell'Azoto e del Centro Ricerche.
Durante il periodo Monteshell si verificò il crollo dell'occupazione: vennero licenziati 1026 dipendenti.
Nel 1965 i lavoratori erano circa 4000.
Ma il momento più critico riguardo l'organico si ebbe nel 1966, quando, a causa dello scioglimento della Monteshell e la conseguente costituzione della Montedison, il numero raggiunse i 3800 lavoratori effettivi.
Nel 1970-71 si risalì a circa 4000 lavoratori, a seguito della riduzione dell'orario lavorativo, ottenuta dai lavoratori con il contratto nazionale nel 1969.
All'inizio degli anni '70 il settore chimico si trovò all'apice di un lungo processo di espansione avviato sin dal dopoguerra e supportato dalla grande disponibilità di materie prime a basso costo.
In questo periodo l'industria chimica, a fronte di una notevole crescita della domanda, della creazione di nuovi prodotti derivati da innovative tecniche di processo e fenomeni di sostituzione, subì un radicale processo evolutivo che si trasformò nello sviluppo della moderna ingegneria di processo, in intense economie di scala e nello sviluppo dei maggiori gruppi privati, troppi e senza chiare strategie di diversificazione.
Ma a partire dalla fine degli anni settanta lo scenario economico internazionale mutò profondamente: tra il 1955 e il 1970 la dimensione media delle imprese del settore chimico raddoppiò, a seguito del massiccio ricorso agli accordi di "joint venture".
In questo decennio, però, due avvenimenti sconvolsero le politiche economiche che avevano fino ad allora permesso lo sviluppo della chimica italiana: la crisi sociale del '69, che si trasformò in rivendicazioni salariali e normative, e la crisi petrolifera, che si generò a seguito dell'impennata del prezzo del greggio verificatosi nel 1973.
La crisi sociale persistette per quasi un decennio e differenziò il caso italiano da quello delle altre economie europee.
L'incremento degli stipendi, unito allo shock petrolifero dovuto all'embargo arabo prima e alla rivoluzione iraniana del 1979 successivamente, comportarono un sensibile aumento dei costi di produzione che si abbatté sui profitti. Furono questi fattori, insieme alla forte svalutazione che si ebbe tra il 1973 e il 1976, a produrre un'inflazione senza precedenti, che caratterizzò sia gli anni '70 che parte degli anni ottanta, raggiungendo l'apice nel 1980 con tassi d'incremento dei prezzi al consumo pari al 21,2%.
Forte fu l'incertezza che portò l'inflazione, a causa del non chiaro (fino al secondo shock petrolifero) comportamento del prezzo del petrolio, che fino ad allora sembrava non accennare rallentamenti alla sua crescita, e dell'ignota disponibilità reale del greggio sul mercato, sia perché il prezzo dei prodotti nel mercato internazionale subiva fluttuazioni imprevedibili del tasso di cambio, dovute alla speculazione sui mercati monetari internazionali in seguito all'abbandono del sistema dei tassi di cambio fissi, avvenuto nel 1971.
Conseguentemente, dal 1974 al 1982, si assistette ad una domanda ciclica e non prevedibile, ad una contrazione dei tassi di sviluppo e all'introduzione di ben poche innovazioni radicali.
La chimica industriale tentò di adeguarsi al susseguirsi dei mutamenti del mercato attuando strategie di integrazione, diversificando la produzione e tramite la riduzione e la riorganizzazione del personale.
Questo periodo fu caratterizzato anche dalla posizione strategica assunta dalle funzioni finanziarie e di marketing, oltre alla centralità della "chimica fine" e dalla chimica delle specialties, ovvero i prodotti chimici che, dal punto di vista del mercato, sono diversificati per la funzione che svolgono piuttosto che dalla loro composizione, mentre dal punto di vista economico sono beni differenziati, nel senso che il prodotto offerto da un'impresa per un determinato impiego è diverso, o almeno è percepito come tale dai consumatori, rispetto ai prodotti offerti per il medesimo impiego da aziende concorrenti.
Sono quindi gli anni '70 il periodo centrale della seconda fase evolutiva dell'industria chimica, il periodo di transizione tra la petrolchimica, oramai matura, e la chimica delle specialità, agli albori del suo sviluppo.

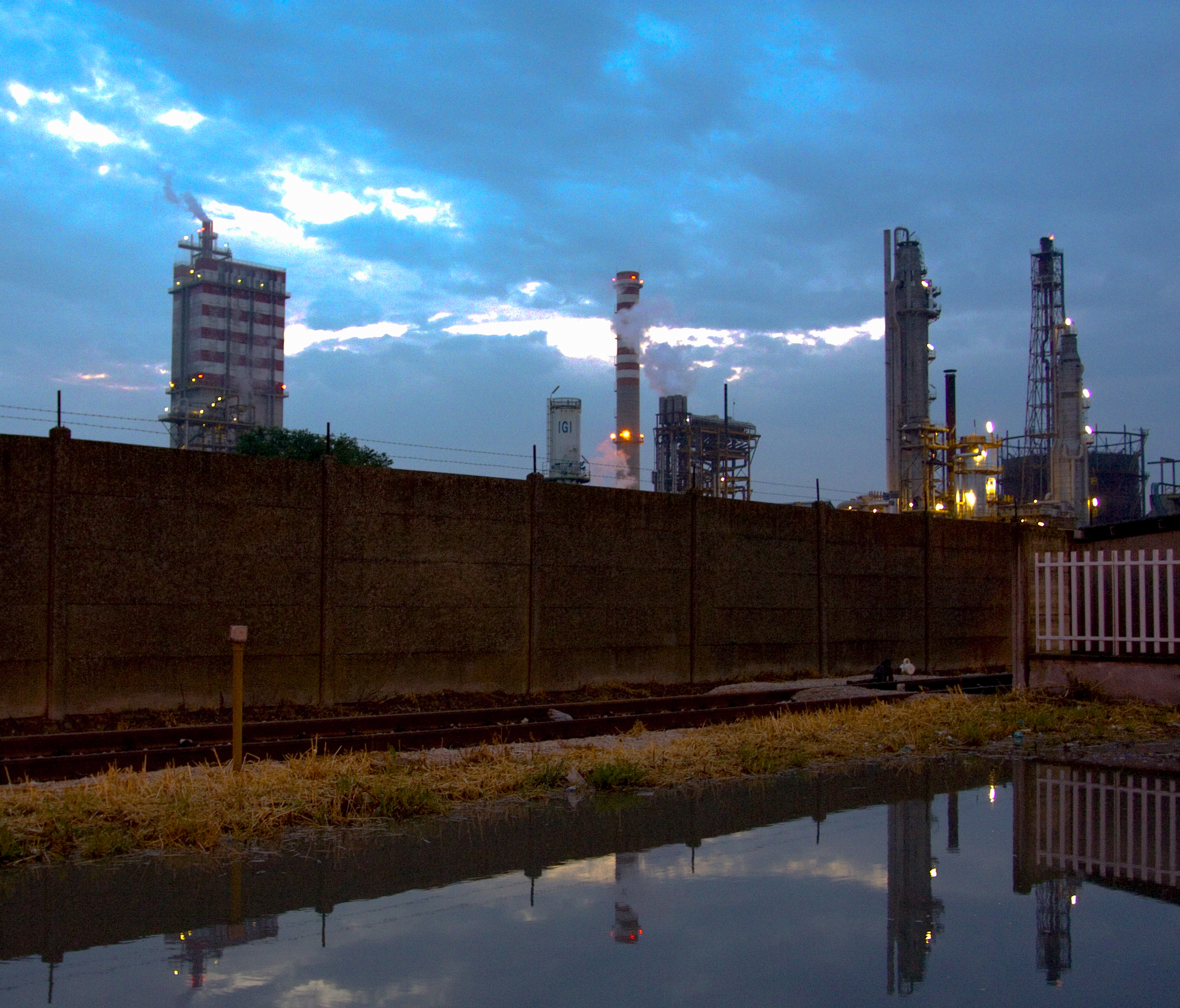
Ferrara, zona industriale ex-Montedison

Nel periodo 1983-1995 si è invece assistito ad una ripresa della domanda, alla presenza di una globalizzazione del mercato e quindi ad una competizione, all'attenzione dei problemi ambientali, alla scientificazione della tecnologia.
Nell'ambito di questo ambito economico, le imprese del settore chimico hanno insistito nei processi di riassettamento avviati in passato, puntando anche su una forte internazionalizzazione produttiva, su elevati investimenti in ricerca e sviluppo ed infine sulla specializzazione dei prodotti. Il tipo di crescita perseguito dalle aziende del settore chimico ha previsto azioni di vario genere: acquisizioni, fusioni e joint venture per la realizzazione di specifici prodotti.
L'elemento che, alle soglie della crisi degli anni '70 contraddistingueva la situazione italiana dal contesto degli altri paesi era la peculiare debolezza strutturale dell'industria chimica.
La politica industriale degli anni '60 e dei primi anni '70, a causa delle sovvenzioni aventi natura meramente finanziaria elargite a sostegno della chimica di base e delle produzioni di commodities (prodotti indifferenziati), aveva indotto una crescita disordinata, non rispondente alle mutate condizioni del mercato, la cui domanda, già a partire dai primi anni '70, si stava rivolgendo verso la chimica fine e delle specialties.

### Periodo nuovo Montedison (1991 ad oggi)

#### Vicenda ABB Estense Service
ABB Estense Service S.p.A. nasce il primo marzo 2001 dalla cessione di un ramo d'azienda di EniChem comprendente i servizi di Manutenzione, Ufficio Tecnico, Acquisti e Magazzino Materiali, ad ABB Lummus Global del gruppo ABB. Inizialmente composta da circa 90 dipendenti gran parte ceduti da EniChem e una parte inseriti da ABB, per poi toccare il centinaio di dipendenti nei momenti di massimo impegno. La cessione dei servizi da parte di EniChem nacque con notevoli contrasti e perplessità dei lavoratori del polo chimico. L'operazione fu condotta con le garanzie delle Istituzioni locali oltre alla disponibilità del Sindacato. Il progetto fu sostenuto ed auspicato come unica soluzione per uscire dalla crisi in cui si era trovata EniChem ed il Petrolchimico nel sostenere i costi dei Servizi in genere. Seguì anche la nascita del consorzio I.F.M. che assorbì i rimanenti servizi generali di Stabilimento, compreso il servizio di vigilanza, antincendio, sanitario e pronto soccorso.
ABB Estense Service fallisce il 31/12/2006 e va in liquidazione (chiudendo comunque in attivo per qualche milione di euro) per il mancato rinnovo del contratto dell'unico grande Cliente rimasto di ABB Estense Service, cioè Polimeri Europa, subentrata nel frattempo ad EniChem. Una parte dei lavoratori di ABB è ceduto a Polimeri Europa, 12 escono in mobilità e una decina rimangono fuori dalla cessione, aprendo una vertenza sindacale, intensa e di difficile soluzione, impegnata nel ricollocamento dei lavoratori esclusi da Polimeri Europa e rimasti in una ABB a Ferrara in liquidazione e senza futuro. L'ultimo ex lavoratore di ABB Estense Service sarà ricollocato in novembre 2007, chiudendo di fatto una delle vicende più anomale e controverse del Petrolchimico degli ultimi anni.

## Impatto ambientale
Sono stati accertati casi di emissioni pericolose e non autorizzate. Secondo alcune ricerche, l'incidenza di tumori ai polmoni a Ferrara sarebbe notevolmente superiore alla media.

## Il Polo chimico nei media
Il Polo chimico è stato utilizzato come sfondo in svariati documentari, ma anche come set di scena nel film Chiedo asilo, di Marco Ferreri, e nel video musicale dei sin/cos, Armenian. Al Polo chimico si ispira il nome di Le luci della centrale elettrica, progetto musicale del cantautore ferrarese Vasco Brondi.